# Eciton burchelli

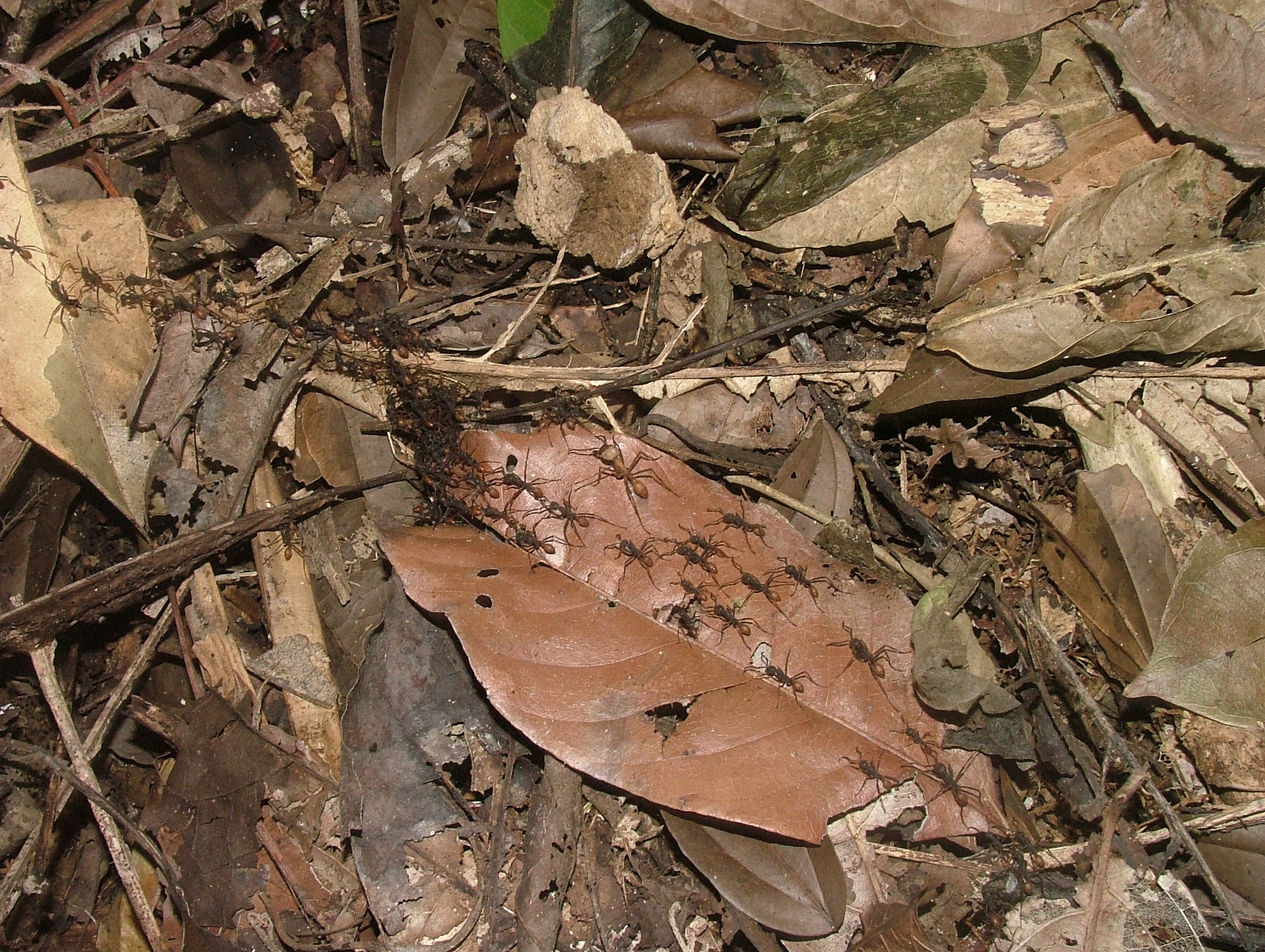
Raubzug von Eciton burchellii

 Der wissenschaftliche Name der Art wird sehr häufig auch burchellii geschrieben, was der Originalschreibweise von Westwood entspricht. 

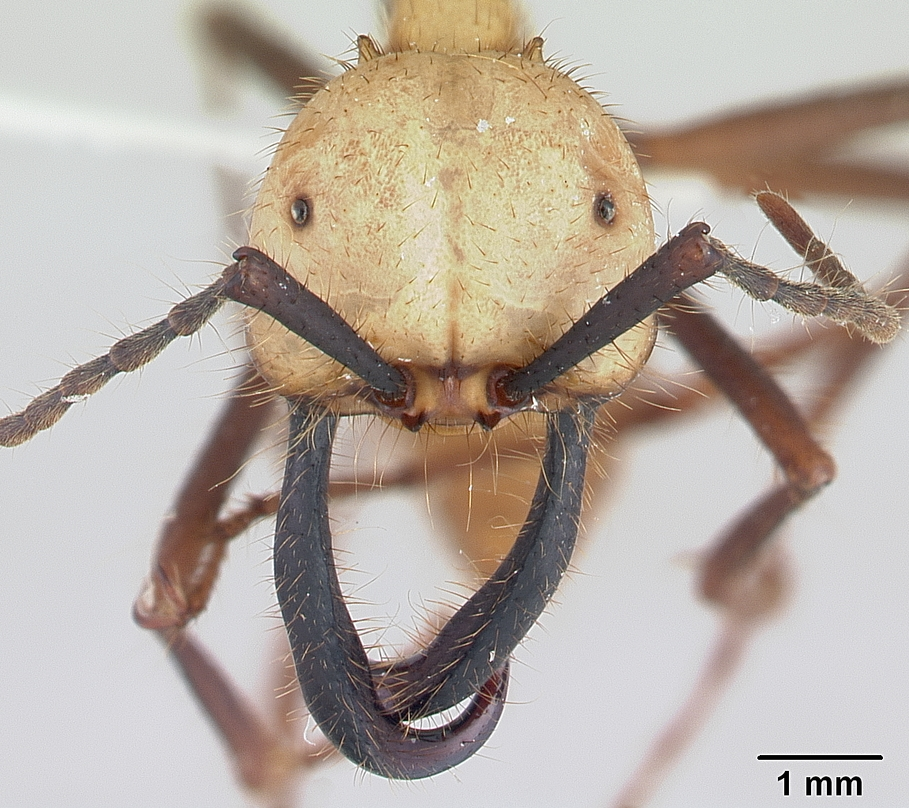
Kopfpartie von Eciton burchellii

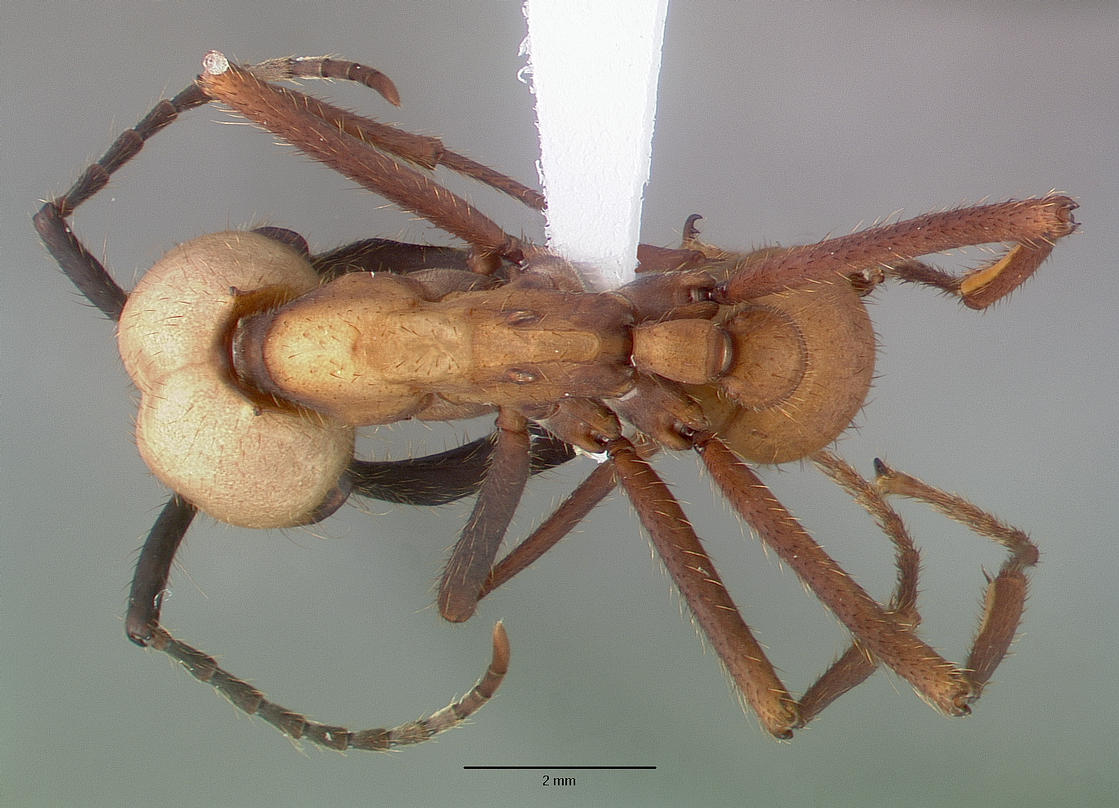
Soldatin von Eciton burchellii

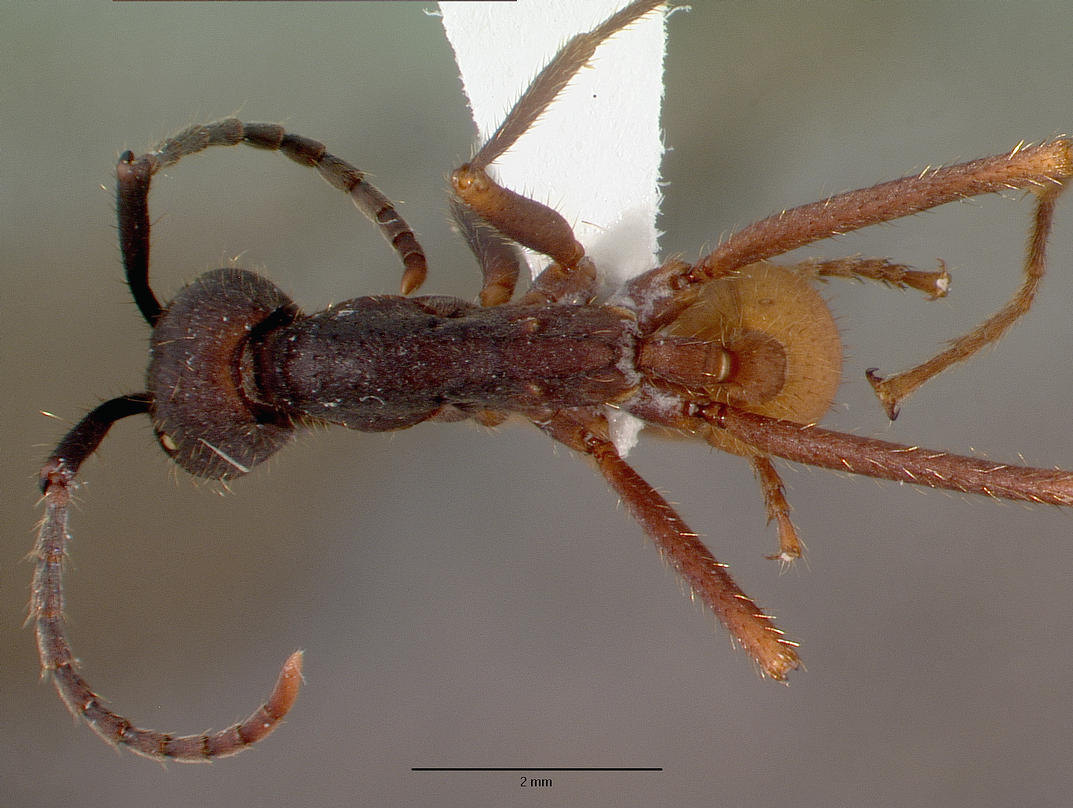
Arbeiterin von Eciton burchellii

Eciton burchelli ist eine Art räuberischer Wanderameisen aus der Unterfamilie Ecitoninae, die in der Neuen Welt verbreitet ist. Sie gehört zu den am besten erforschten Arten ihrer Gattung.

## Beschreibung
Eciton burchelli ist polymorph, d. h., dass ihre Individuen in ihrer Größe und Ausprägung variieren können. Die Kaste der Arbeiterinnen einer Kolonie haben eine durchschnittliche Größe zwischen drei und zwölf Millimeter, wobei jede Kaste ihr spezielles Aufgabengebiet hat. Die Soldatinnen bilden sichelförmige Mundwerkzeuge aus und besitzen eine ausgeprägte Kopfkapsel. Die langen Beine geben der Art einen spinnenähnlichen Habitus, der durch ihre schnellen Laufeigenschaften verstärkt wird. Die Färbung variiert je nach Habitat von hellbraun, leicht transparent goldfarben, rötlich-orange bis dunkelbraun. Arbeiterinnen haben stark reduzierte Komplexaugen mit nur einer Facette, eine doppelt segmentierte Taille und einen dornenförmigen Fortsatz. Ihre Beine sind mit Haken versehen, mit deren Hilfe sie Brücken und bewegliche Biwaks mit anderen Artgenossen ausbilden können.

## Vorkommen
E. burchelli ist eine weit verbreitete Ameisenart und kommt im tropischen Mittel- und Südamerika vor. Die Art ist vertreten von Mexiko bis Brasilien.

## Lebensweise
Die Art ist die dominierende Spezies der Gattung Eciton und wird durch ihre typischen Raubzüge charakterisiert. Ihre Kolonien sind recht groß und können zwischen 100.000 und 2.000.000 adulte Tiere enthalten. Jede Kolonie besteht aus einer Königin, Brut bzw. Larven sowie der Hauptmasse aus Arbeiterinnen. Überschreitet die Kolonie eine bestimmte Größe, so entstehen durch Kolonieteilung (Hesmose genannt) weitere Ablegerkolonien. Auf ihren zumeist oberirdischen Beutezügen bilden Arbeiterinnen häufig lebende Brücken, um Hindernisse zu überwinden und eine hohe Laufgeschwindigkeit zu gewährleisten. Im Gegensatz zu E. hamatum ist der Schwarmüberfall auf breiter Front ihre bevorzugte Jagdtaktik. Von der Hauptlaufrichtung tasten sich mehrere Angriffszüge zu einer breiten Schwarmfront vor. Die Konzentration der Arbeiterinnen und Soldatinnen liegt vorn. Diese Beutezüge haben eine Dauer von elf bis zwölf Stunden, wobei die erbeutete Nahrung von den Arbeiterinnen zurück ins Biwak transportiert wird. Anhand von Computermodellen und der Fisher-Gleichung wurde versucht, das Schwarmverhalten von E. burchelli mathematisch nachzuvollziehen, wobei die mit Pheromonen markierten Laufstraßen analysiert wurden. Zu ihrem Nahrungsspektrum gehören u. a. Insekten und kleinere Wirbeltiere. Ameisen der Art E. burchelli gelten als ausgesprochene Generalisten. Begleitet werden ihre Beutezüge häufig von Ameisenvögeln und Spechten, welche vor den Ameisen flüchtende Tiere erbeuten. Im Lebenszyklus von E. burchelli dauert die stationäre Phase ca. 19–22 Tage und die nomadische oder Migrations- oder Wanderphase ca. 11–16 Tage. Auf der Wanderphase legen sie ihre Biwaks häufig in hohlen Baumstämmen bis ca. drei Meter Höhe an. Obwohl sie gelegentlich auf landwirtschaftlichen Nutzflächen anzutreffen sind, bevorzugt E. burchelli bewaldetes Gebiet. Ihre Kommunikation wird durch chemische Signale erreicht.